# PCI Express

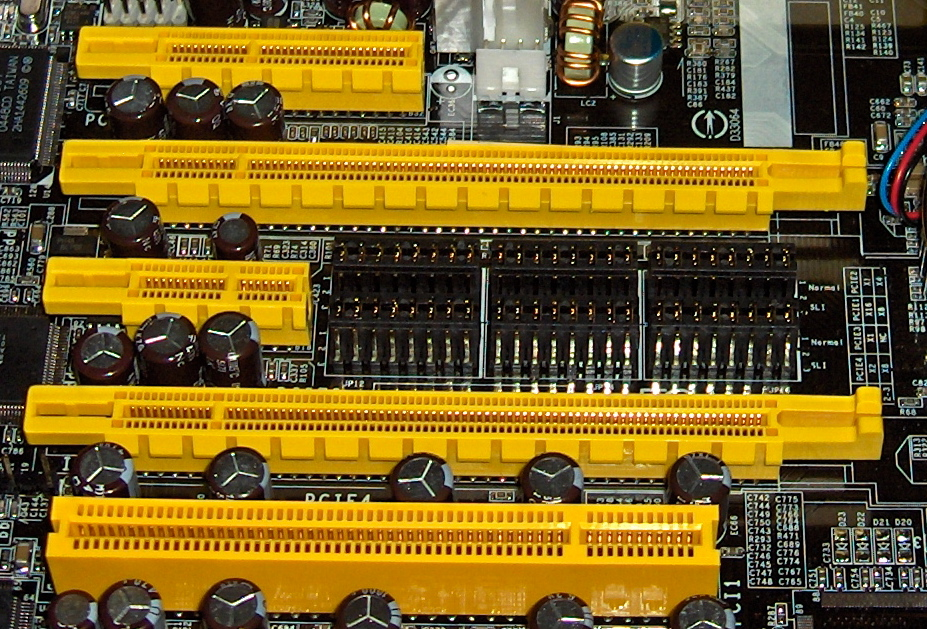
Voorbeeld van meerdere PCI Express-sleuven (van boven naar beneden: x4, x16, x1 en x16
Onderste sleuf is een PCI-sleuf, geen PCI-Express)

PCI Express (Peripheral Component Interconnect Express) of PCIe is een standaard voor insteekkaarten voor computers (slots). De PCIe-standaard ondersteunt insteekkaarten van maximaal 300 watt, waarvan 75 watt uit het PCIe-slot. Bij een PCIe-slot hoort ook een PCIe-bus. Aan de uiteinden van de PCIe-bussen bevinden zich de PCIe-slots, die bestemd zijn voor insteekkaarten (PCI-kaart). Het vormt een oplossing voor de steeds grotere vraag naar snelheid. PCI Express vervangt twee vorige insteekkaartstandaarden: PCI en AGP.
Een conventionele PCI-kaart past niet in een PCI Express-slot, zoals ook blijkt uit de afbeelding.
Oudere bustypen zijn:
- PCI: een tragere voorganger van de PCI-Express; wordt nog steeds veel gebruikt voor insteekkaarten die minder snelheid nodig hebben (bijvoorbeeld netwerkkaarten).
- VLB: VESA Local Bus een snellere bus dan EISA voor videokaarten die door PCI overbodig werd.
- EISA/ISA: Industry Standard Architecture, is een verouderde bus voor uitbreidingskaarten. De 'E' in EISA staat voor 'Extended'. Maar ook de Extended-versie van de ISA is alweer verouderd.

Het oude PCI bood een snelheid van 133 MB/s (die gedeeld is onder alle gebruikte PCI-slots), en de speciale AGP-kaart voor grafisch gebruik in zijn snelste x8-variant 2,1 GB/s. PCI-Express-slots komen in een aantal varianten, de x1 met één enkel serieel kanaal haalt een snelheid van 250 MB/s en de x16-variant met 16 kanalen haalt 4 GB/s. Daar tussen liggen de x2 x4 en x8 varianten. 
Alhoewel niet alle bandbreedte van PCI-E x16 gebruikt wordt in de huidige generatie videokaarten, biedt x16 wel voordelen bij het gebruik van SLI of Crossfire, omdat beide videokaarten dan 2 (of 4) GB/s tot hun beschikking hebben, wat nog steeds twee keer zo snel is als AGP x8. 
De oudere variant van PCI-E x16 is PCI-E x8. Dit betekent echter niet dat videokaarten in deze sleuf maar de helft presteren van PCI-E x16.
PCI Express-kaarten zijn er in een aantal fysieke formaten, waaronder een kleiner 'Low profile'-formaat.
Al geruime tijd voordat PCI Express werd ontwikkeld bestond er al PCI-X, de afkorting hiervan mag echter niet worden verward met PCI Express.

## PCI Express 2.0
In 2008 werd PCI Express 2.0 geïntroduceerd. De 2.0-versie heeft enkele voordelen tegenover zijn voorganger. PCI Express 2.0 heeft een bandbreedte van 500 megabytes per seconde per pin, een verdubbeling van de oorspronkelijke snelheid. Ook is er een versie uitgebracht die meer energie kan leveren aan (grafische) kaarten die veel stroom verbruiken. Een andere vernieuwing is Input-Output Virtualization (IOV), waardoor meerdere virtuele machines gemakkelijker hardware, zoals netwerkkaarten, kunnen delen.
Als laatste is het mogelijk om met kabels van maximaal 10 meter externe apparatuur aan de PCI Express-bus te koppelen. Dit kan handig zijn om bijvoorbeeld een laptop een krachtige GPU te geven wanneer hij gebruikt wordt ter vervanging van een volwaardige desktopcomputer.
PCI Express 2.0 is volledig achterwaarts compatibel met de PCI Express 1.x-standaard, dus PCI-E 2.0-kaarten werken ook met PCI-E 1.0/1.1, alleen dan wel met de maximale snelheid van het PCI-E 1.x-slot.

## PCI Express 3.0
PCI Express 3.0 Base-specificatie revisie 3.0 werd beschikbaar gesteld in november 2010, na meerdere vertragingen. In augustus 2007 kondigde PCI-SIG aan dat PCI Express 3.0 een bitsnelheid van 8 gigatransfers per seconde (GT/s) zou dragen en dat het compatibel zou zijn met bestaande PCIe-implementaties. Op dat moment werd ook aangekondigd dat de uiteindelijke specificaties voor PCI Express 3.0 zou worden uitgesteld tot 2011. Nieuwe functies voor de PCIe 3.0-specificatie zijn een aantal optimalisaties voor verbeterde signalering en integriteit van de gegevens, inclusief zender- en ontvangeregalisatie, PLL-verbeteringen, klok/datarecovery, en kanaaluitbreidingen voor momenteel  ondersteunde topologieën.
Na een zes maanden durende technische analyse van de schalen van de PCIe interconnectbandbreedte bleek bij analyse van PCI-SIG dat 8 gigatransfers per seconde te kunnen worden bereikt in mainstream silicium procestechnologie en zou kunnen worden ingezet bij bestaande goedkope materialen en infrastructuur met behoud van volledige compatibiliteit aan de PCIe-protocolstack.
PCIe 3.0 verbetert de coderingstechniek van de vorige 8b/10b naar 128b/130b, waardoor de overhead vermindert tot ongeveer 1,54% ((130-128) / 130), tegenover de 20% van PCIe 2.0.  Dit wordt bereikt door een techniek genaamd "versluiering" (scrambling) dat een bekende binaire polynoom toepast aan een datastroom in een feedbacktopologie. Doordat de versluieringpolynoom bekend is, kunnen de gegevens worden hersteld door het uitvoeren van een feedbacktopologie met behulp van de inverse polynoom. De bitrate van 8 GT/s van PCIe 3.0 levert effectief 985 MB/s per lane, dubbele PCIe 2.0 bandbreedte. PCI-SIG verwacht dat de PCIe 3.0-specificaties een strenge technische doorlichting en validatie ondergaan voordat ze worden vrijgegeven aan de industrie. Deze werkwijze, die werd gevolgd bij de ontwikkeling van eerdere generaties van de PCIe-basis, en diverse vormfactorspecificaties omvat de bevestiging van de uiteindelijke elektrische parameters met gegevens van testen van silicium en andere simulaties uitgevoerd door meerdere leden van de PCI-SIG.
AMD's toenmalige grafische vlaggenschip, de Radeon HD 7970, gelanceerd op 9 januari 2012, was 's werelds eerste grafische kaart met PCIe 3.0. Eerste reviews suggereerden dat de nieuwe interface niet zou verbeteren t.o.v. de grafische prestaties van PCIe 2.0.  Echter zou de nieuwe interface voordeliger blijken wanneer deze gebruikt wordt voor algemene doeleinden in het computergebruik met technologieën zoals OpenCL, CUDA en C++ AMP.

## PCI Express 3.1
In september 2013 werd aangekondigd dat de PCI Express 3.1-specificatie eind 2013 of begin 2014 zou worden uitgebracht, waarbij verschillende verbeteringen van de gepubliceerde PCI Express 3.0-specificatie op drie gebieden werden geconsolideerd: energiebeheer, prestaties en functionaliteit. Het werd uiteindelijk uitgebracht in november 2014.

## PCI Express 4.0
Op 29 november 2011 kondigde PCI-SIG voorlopig PCI Express 4.0 aan, met een data-overdrachtssnelheid van 16 GT/s die de bandbreedte verdubbelt ten opzichte van PCI Express 3.0, met behoud van achterwaartse en voorwaartse compatibiliteit in zowel softwareondersteuning als gebruikte mechanische interface. PCI Express 4.0-specificaties levert ook OCuLink-2 op, een alternatief voor de Thunderbolt-connector. OCuLink versie 2 heeft tot 16 GT/s (8 GB / s totaal voor × 4 rijstroken), terwijl de maximale bandbreedte van een Thunderbolt 3-connector 5 GB / s is. Bovendien moeten actieve en inactieve stroomoptimalisaties worden onderzocht.
In augustus 2016 presenteerde Synopsys een testmachine met PCIe 4.0 op het Intel Developer Forum. Hun IP is in licentie gegeven aan verschillende bedrijven die hun chips en producten eind 2016 willen presenteren.
PCI-SIG kondigde officieel de release van de definitieve PCI Express 4.0-specificatie aan op 8 juni 2017. De specificatie omvat verbeteringen in flexibiliteit, schaalbaarheid en lager vermogen.
NETINT Technologies introduceerde de eerste NVMe SSD op basis van PCIe 4.0 op 17 juli 2018, voorafgaand aan Flash Memory Summit 2018.
Broadcom heeft op 12 september 2018 de eerste 200 Gbit Ethernet-controller met PCIe 4.0 aangekondigd. 
AMD heeft op 9 januari 2019 aangekondigd dat hun aankomende X570-chipset PCIe 4.0 zal ondersteunen. AMD was van plan om gedeeltelijke ondersteuning voor oudere chipsets mogelijk te maken, maar ze hebben die belofte ingetrokken vanwege de instabiliteit veroorzaakt door PCIe 4.0. Toch bieden diverse moederbord fabrikanten (waaronder ASUSTEK) niet-officiële ondersteuning voor een beperkt aantal moederborden (Bijv. de Asus X470-F)

## PCI Express 5.0
In 2019 werd PCI Express 5.0 gelanceerd met een data-overdrachtssnelheid van 32 GT/s met een totale bandbreedte van 128 GB/s via x16 configuratie.
Intel's 12de tot recente generatie Core-processoren alsook de AMD Ryzen 7000 desktopprocessoren ondersteunen PCIe 5.0.

## PCI Express 6.0
De specificaties werden op 11 januari 2022, in minder dan 3 jaar na de vrijgave van PCI Express 5.0, aangekondigd.
De data-overdrachtssnelheid, 64 GT/s is een verdubbeling ten opzichte van PCI Express 5.0, met een totale bandbreedte van 256 GB/s via x16 configuratie.

## PCI Express 7.0
Op 21 juni 2022 werd aangekondigd dat de richtdatum voor het uitbrengen van PCI Express 7.0  waarschijnlijk 2025 zal zijn.
Wederom een verdubbeling van de data-overdrachtssnelheid van 128 GT/s en een totale bandbreedte van 512 GB/s bi-directioneel via x16 configuratie. 